# FM Towns Marty
FM Towns Marty — игровая приставка, выпущенная компанией Fujitsu в 1993 году исключительно для японского рынка. Являлась первой 32-разрядной игровой системой (однако в остальном мире таковой считается более известная Amiga CD32, вышедшая в конце 1993 года), имела привод CD-ROM и встроенный дисковод. Marty обратно совместима со старыми играми для компьютеров FM Towns.
Также существовали: специальное издание системы FM Towns Marty TC-Station (или просто FM Towns TCMarty), удешевлённое переиздание FM Towns Marty 2 (обе имели возможность подключения к сети Интернет), а также специальный переносной вариант приставки Car Marty с возможностью использования в качестве автомобильного навигатора. Существовало мнение, что Car Marty использовала процессор 386DX, а Marty 2 — процессор 486, однако на практике это не подтвердилось.

## Технические характеристики
- Процессор: 32-разрядный AMD Am386 (аналог 80386SX) на частоте 16 МГц
- ОЗУ: 2 МБ
- Графика:
  - Разрешение: от 352×232 до 640×480
  - Цвет: палитра из 32768 цветов, одновременно на экране отображается до 256 цветов
- Звук:
  - 6 каналов FM-синтезатора
  - 8 каналов цифрового звука
- Носители данных:
  - Односкоростной привод CD-ROM
  - Встроенный дисковод на 3,5 дюйма
- Управление:
  - Игровые контроллеры, имеющие указатель направлений, 2 кнопки стрельбы, кнопки выбора (Select) и запуска (Run)
- 2 стандартных разъёма для контроллеров
- Разъём клавиатуры